# Liste von Persönlichkeiten der Stadt Bad Tölz
Die folgende Liste führt Persönlichkeiten auf, die mit der Stadt Bad Tölz in enger Verbindung stehen.

## Ehrenbürger
(unvollständig)
- 1848: Prof. Dr. Johann Nepomuk Sepp[2]
- 1879: Georg Westermayer (1836–1893), Historiker, Verfasser der Ortschronik[3]
- 1881: Med. Rat Hofrat Dr. Joh. Gustav Höfler
- 1898: Benefiziat und Kämmerer Franz Seraphin Rausch
- 1901: Joseph Wenglein (1845–1919), Maler[4]
- 1903: Gabriel von Seidl (1848–1913), Architekt[5]
- 1907: Benedikt Ehrhard, Chronist der Stadt
- 1907: Jakob Faist, Bürgermeister
- 1913: Hofrat Dr. Max Höfler, Kur- und Badearzt
- 1915: Freifrau Julie de Fin
- 1924: Geistl. Rat Pater Anton Hammerschmid (1851–1933)
- 1948: Georg Schierghofer (1878–1959), „Umrittdoktor“ bei der Tölzer Leonhardifahrt[6][7]

### Aberkannte Ehrenbürgerschaften
- Adolf Hitler (1889–1945), Diktator des Deutschen Reichs, 1946 aberkannt[6]
- 1926, 1. September: Paul von Hindenburg (1847–1934), Generalfeldmarschall und Reichspräsident, am 25. Juni 2013 aberkannt[6] Die nach ihm benannte, von der Marktstraße abgehende Hindenburgstraße wurde zu einem Informationsweg umgestaltet.[8]

## Söhne und Töchter der Stadt

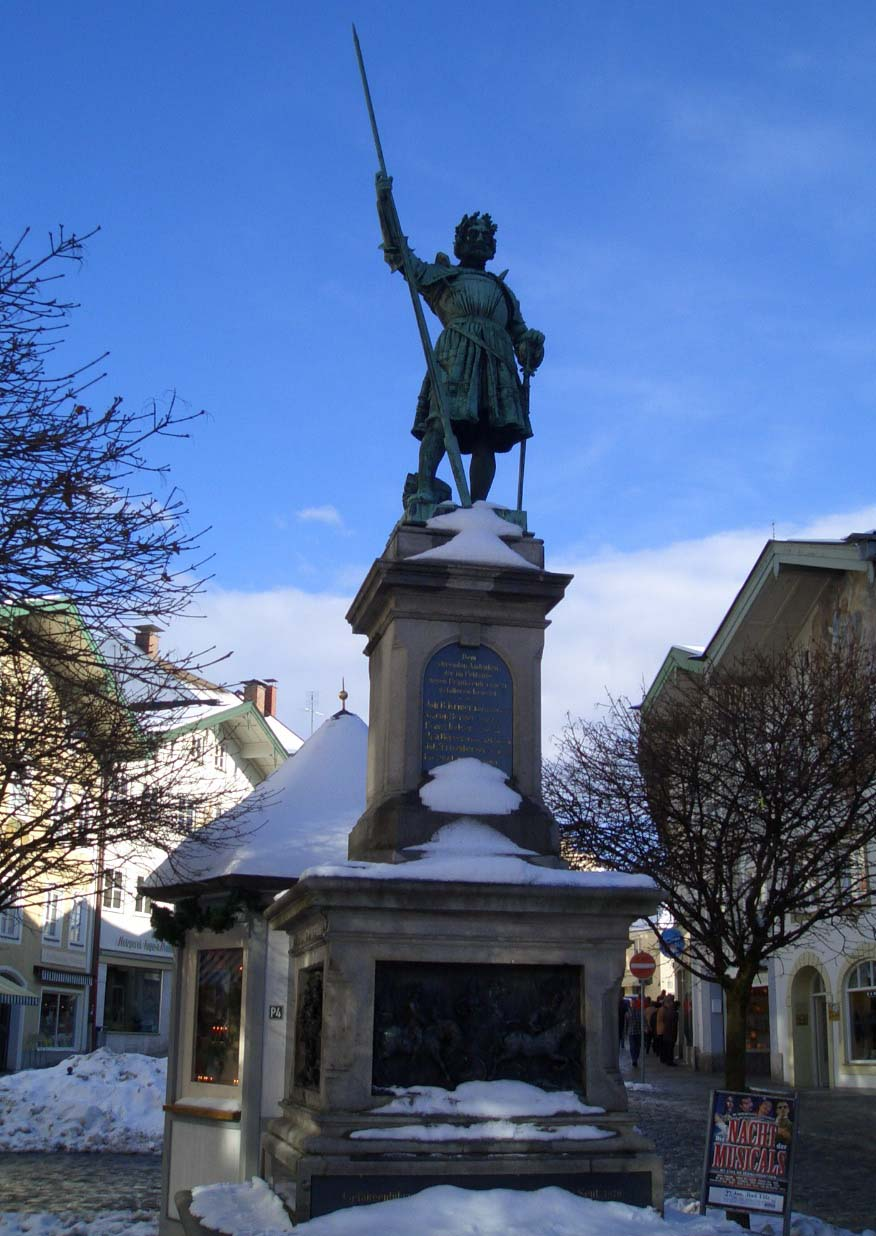
Das Winzerer-III.-Standbild, modelliert von F. Schwarzgruber, gegossen von Ferdinand von Miller

### Bis 1900
- Konrad I. von Tölz und Hohenburg († 1258), von 1232 bis 1258 Bischof von Freising
- Kaspar I. Winzerer, wurde als Pfleger nach Tölz geschickt
- Kaspar II. Winzerer († 1515), Sohn von Kaspar I. Winzerer, herzoglich bayerischer Rat, Pfleger und Lehnsherr zu Tölz sowie der Hofmark Sachsenkam (Oberbayern).
- Kaspar III. Winzerer (1465–1542), Sohn von Kaspar II. Winzerer, herzoglich bayerischer Rat und Pfleger und Lehnsherr zu Tölz sowie von Dürnstein (Niederösterreich); dem dritten Winzerer ist das Denkmal gewidmet
- Johann Georg Fux (1651–1738), Orgelbauer
- Johann Jäger (1667–1706), Anführer des bayerischen Volksaufstandes 1705
- Eusebius Amort (1692–1775), katholischer Theologe
- Johann Nepomuk Sepp (1816–1909), Historiker, Bewahrer des Klosters Wessobrunn, Organisator des Winzerer-Denkmals und des Denkmals für den Schmied von Kochel in Kochel am See
- Christoph Heiß (1817–1868), Chorregent und Komponist (Gedenktafel in der Kirchgasse, Missa solemnis C-dur, Tölzer Messe/Tölzer Festmesse)
- Friedrich Carl Mayer (1824–1903), Maler, spezialisiert auf Innenräume
- Wilhelm Dusch (1871–1927), Heimatdichter
- Hans Carossa (1878–1956), Lyriker und Autor
- Klaus Eck (1881–1929), Journalist
- Hans Zauner (1885–1973), Kommunalpolitiker der NSDAP und nach 1952 gewählter Bürgermeister von Dachau
- Ulla Berghammer (1887–1957), Politikerin, Mitglied der verfassungsgebenden Versammlung von Rheinland-Pfalz
- Josef Hillerbrand (1892–1981), Architekt und Gestalter
- Anton Wiedemann (1892–1966), Politiker (BVP)
- Josef Kiene (1895–1981), Kommunalpolitiker, SPD, Mitglied des Bayerischen Landtags 1946–1970, Landrat von Traunstein 1958–1970
- Josef Emmanuel Heufelder (1898–1982), katholischer Theologe

### 1901–1950
- Nikolaus Röslmeir (1901–1977), Bildhauer
- Ulfert Wilke (1907–1987), Maler und Kalligraf
- Karl Dimroth (1910–1995), Chemiker
- Michl Anderl (* 1915), Bergführer
- Hans Blömer (1923–2020), Mediziner
- Uli Steigberg (1923–1987), Schauspieler
- Heinrich von Tiedemann (1924–2020), Journalist
- Franz Lichtblau (1928–2019), Architekt
- Hans Rampf (1931–2001), Eishockeyspieler und Trainer der deutschen Nationalmannschaft
- Martin Zach (1933–2008), Eishockeyspieler
- Georg Eberl (1936–2023), Eishockeyspieler und Stadtrat
- Anton Fischhaber (1940–2022), Autorennfahrer
- Alexander Rauch (* 1943), Kunst- und Kulturhistoriker
- Hans Schichtl (* 1943), Eishockeyspieler
- Ernst Rainer Weissenbacher (* 1944), Gynäkologe
- Petra Peterich (* 1944), Sozialpädagogin
- Hans-Ullrich Paeffgen (* 1945), Rechtswissenschaftler
- Monika Hertwig (* 1945), Tochter des KZ-Kommandanten Amon Göth
- Johann Eimansberger (* 1946), Eishockeyspieler
- Lorenz Funk (1947–2017), Eishockeyspieler und -trainer
- Claudia Schlenger-Meilhamer (* 1947), Kabarettistin Schnipsi von Herbert und Schnipsi
- Josef Lang (* 1947), Bildhauer
- Rudolf Größwang (* 1947), Rennrodler
- Peter Kathan senior (* 1949), ehemaliger Eishockeyspieler, seit 2002 Bundestrainer der deutschen Eishockeynationalmannschaft der Frauen
- Hans Zach (* 1949), Eishockeyspieler und -trainer
- Nikolaus Mangold (* 1950), Eishockeyspieler
- Michael Semff (* 1950), Kunsthistoriker
- Gerhard Brunner (* 1950), Eishockeyspieler und -trainer

### Nach 1950
- Claudia Gudelius (* 1951), Ärztin und Schriftstellerin
- Peter Dathe (* 1951), Präsident des Bayerischen Landeskriminalamts
- Peter Scharf (* 1953), Eishockeyspieler und Trainer der Junioren-Mannschaft des EC Bad Tölz
- Sigmund Suttner (* 1953), Eishockeytorwart
- Claus Fussek (* 1953), Pflegekritiker
- Walter Ludwig (* 1953), Brigadegeneral
- Ernst Adlmaier (* 1954), Eishockeyspieler
- Horst-Peter Kretschmer (1955–2015), Eishockeyspieler
- Isabel de Navarre (* 1956), Eiskunstläuferin
- Sebastian Feichtmair (* 1957), Hochschullehrer Internationales Management
- Josef Schlickenrieder (* 1958), Eishockeyspieler
- Wolfgang Grimm (1959–2007), Maler
- Gerhard Waldherr (* 1960), deutscher Buchautor, Reporter und Publizist
- Beate Hofmann (* 1963), Bischöfin der Evangelischen Kirche von Kurhessen-Waldeck
- Axel Kammerer (* 1964), Eishockeyspieler
- Rita Kapfhammer (* 1964), Opern-/Operettensängerin
- Michael Komma (* 1964), Eishockeyspieler und -funktionär
- Michaela Gerg (* 1965), Skirennläuferin
- Marcus van Langen (lt. eigenen Angaben geboren im letzten Drittel des 20. Jahrhunderts)[9], Mittelalter-Musiker
- Anton Krinner (1967–2017), Eishockeyspieler und -trainer
- Andreas Brockmann (* 1967), Eishockeyspieler
- Andreas Herzog (* 1967), Filmregisseur
- Maria Reiter (* 1968), Akkordeonistin
- Thomas Brandl (* 1969), Eishockeyspieler
- Lorenz Funk junior (* 1969), Eishockeyspieler
- Florian Funk (* 1969), Eishockeyspieler
- Uschi Disl (* 1970), Biathletin
- Sebastian Horn (* 1970), Musiker und Fernsehmoderator
- Christian Curth (* 1970), Eishockeyspieler
- Franz Demmel (* 1970), Eishockeyspieler
- Ayhan Yigitokur (* 1971), Schauspieler
- Andreas Wagner (* 1972), Politiker (SPD, Die Linke), MdB
- Martina Ertl (* 1973), Skirennläuferin
- Alexander Horn (* 1973), Kriminalkommissar, Fallanalytiker
- Annemarie Gerg (* 1975), Skirennläuferin
- Franz Wanner (* 1975), Künstler
- Stefan Murr (* 1976), Schauspieler
- Christian Fliegner (* 1976), Opernsänger
- Klaus Kathan (* 1977), Eishockeyspieler
- Markus Maier (* 1977), Eishockeytorwart
- Tobias Heimkreitner (* 1979), Mountainbiker
- Markus Witting (* 1979), Eishockeyspieler
- Franz-David Fritzmeier (* 1980), Eishockeyspieler
- Korbinian Witting (* 1980), Eishockeyspieler
- Peter Kathan junior (* 1982), Eishockeyspieler
- Benjamin Barz (* 1983), Eishockeyspieler
- Martin Morczinietz (* 1984), Eishockeytorwart
- Josef Frank (* 1984), Eishockeyspieler
- Andreas Schauer (* 1986), Freestyle-Skier
- Max Prommersberger (* 1987), Eishockeyspieler
- Sandro Agricola (* 1987), Eishockeytorwart
- Tom Berkmann (* 1988), Jazzmusiker
- Heidi Zacher (* 1988), Freestyle-Skierin
- Michael Pfaff (* 1988), Eishockeyspieler
- Marianne Mair (* 1989), Skirennläuferin
- Sebastian Mützel (* 1989), Fußballspieler
- Markus Schindler (* 1989), Kameramann
- Johannes Sedlmayr (* 1990), Eishockeyspieler
- Stefan Mascheck (* 1990), Schauspieler
- Korbinian Müller (* 1991), Fußballtorhüter
- Peter Lindlbauer (* 1991), Eishockeyspieler
- Konrad Abeltshauser (* 1992), Eishockeyspieler
- Michael Vitzthum (* 1992), Fußballspieler
- Yasin Ehliz (* 1992), Eishockeyspieler
- Michaela Wenig (* 1992), Skirennläuferin
- Thomas Merl (* 1992), Eishockeyspieler
- Leonhard Pföderl (* 1993), Eishockeyspieler
- Andreas Pauli (* 1993), Eishockeyspieler
- Klaus Steinbacher (* 1994), Schauspieler
- Lena Stigrot (* 1994), Volleyballspielerin
- Philip Froissant (* 1994), Schauspieler
- Maximilian Franzreb (* 1996), Eishockeytorwart
- Tom Horschel (* 1997), Eishockeyspieler
- Johannes Huß (* 1998), Eishockeyspieler
- Constantin Ontl (*1998) Eishockeyspieler
- Christoph Kiefersauer (* 1998), Eishockeyspieler
- Leon Hüttl (* 2000), Eishockeyspieler
- Yannik Valenti (* 2000), Eishockeyspieler
- Niklas Heinzinger (* 2000), Eishockeyspieler
- Yannick Woudstra (* 2001), Fußballspieler
- Samuel Dubé (* 2002), Eishockeyspieler

## Personen, die vor Ort gewirkt haben

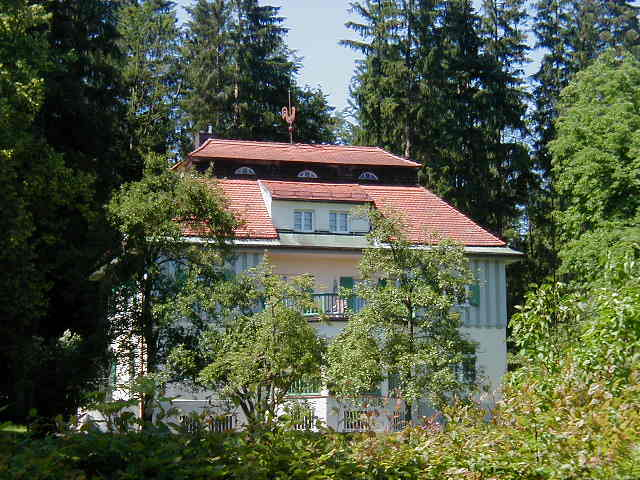
Die Villa Mann, Sommervilla Thomas Manns von 1906 bis 1917

- Friedrich Nockher (1669–1754), Salzbeamter und Stifter der Kalvarienbergkirche
- Karl Herder († 1865) und Max Höfler, Begründer des Kurbades
- Franz Hanfstaengl (1804–1877), Maler, Lithograf und Fotograf
- August Moralt (1811–1886), Tischlermeister
- Georg Westermayer (1836–1893), Historiker, Dichter und römisch-katholischer Geistlicher, Pfarrer und Chronist von Tölz
- Carl le Feubure (1847–1911), Maler, verstorben in Bad Tölz
- Gabriel von Seidl (1848–1913), Architekt, Gründer des Isartalvereins; nach ihm ist das Gymnasium benannt
- Anton Krettner (1849–1899), Komponist und Bürgermeister
- Gerd von Rundstedt (1875–1953), Generalfeldmarschall, kurte gegen Kriegsende in Tölz und trug durch Vermittlung zur Schonung des Ortes bei
- Thomas Mann (1875–1955), Schriftsteller, besaß hier von 1906 bis 1917 eine Sommervilla, die heutige Villa Mann; ein Jahr vor Ende des Ersten Weltkrieges veräußerte er sie gegen eine Kriegsanleihe
- Sigmund Egenberger (1875–1965), Architekt, Beauftragter für den Naturschutz und Ehrenmitglied des historischen Vereins
- Rupert Egenberger (1877–1959), Begründer des Sonderschulwesens in Bayern; verstorben in Bad Tölz
- Hans von Hentig (1887–1974), Kriminologe
- Hans Jüttner (1894–1965), SS-Obergruppenführer und General der Waffen-SS; nach Ende des Zweiten Weltkrieges Inhaber eines Sanatoriums in Bad Tölz
- Grethe Weiser (1903–1970), Schauspielerin; starb nach einem Verkehrsunfall im Stadtkrankenhaus Bad Tölz
- Heinz Lammerding (1905–1971), Hauptverantwortlicher für die Massaker in Oradour-sur-Glane und Tulle
- Otto Kraus (1905–1984), Mineraloge und Naturschützer; ist hier verstorben
- Jakob Ostler (1907–1970), Kurat des alten Städtischen Krankenhauses
- Amon Göth (1908–1946), SS-Hauptsturmführer und KZ-Kommandant, verbrachte das Kriegsende in einem Tölzer Sanatorium und wurde hier verhaftet
- Norbert Schultze (1911–2002), Komponist und Dirigent
- Theodor Dannecker (1913–1945), SS-Hauptsturmführer und Judenreferent, beging in Tölz Suizid
- Qiu Fazu (1914–2008), chinesischer Chirurg, Leiter eines Behelfskrankenhauses in Tölz und Retter von KZ-Häftlingen
- Marie-Luise Schultze-Jahn (1918–2010), Mitglied der Weißen Rose
- Rupert Berger (1926–2020), Liturgiewissenschaftler, 1968–1997 Stadtpfarrer
- Gregor Dorfmeister (1929–2018), Journalist und Schriftsteller, Chefredakteur der Lokalzeitung, wuchs in Tölz auf
- Gina Ruck-Pauquet (1931–2018), poetische Kinderbuchautorin; ließ sich 1958 in Bad Tölz nieder
- Christian Probst (1935–1994), Medizinhistoriker und -soziologe
- Gerhard Schmidt-Gaden (* 1937), Gründer des Tölzer Knabenchores
- Kristian Schultze (1945–2011), Komponist, Arrangeur, Keyboarder und Musikproduzent; lebte seit 2002 in Bad Tölz
- Peter Hullermann (* 1947), römisch-katholischer Priester und verurteilter Sexualstraftäter
- Dee Dee Ramone (1951–2002), US-amerikanischer Bassist der Ramones; wuchs zeitweise in Tölz auf
- Ottfried Fischer (* 1953), Kabarettist und Schauspieler; als Hauptfigur in Der Bulle von Tölz steigerte er mit vielen weiteren Schauspielern die Bekanntheit von Bad Tölz bundesweit und auch international
- Josef Niedermaier (* 1963), Landrat
- John Friedmann (* 1971), Schauspieler; wuchs in Bad Tölz auf
- Helmut Kissel (* 1929), ehemaliger Bad Tölzer Baptistenpastor und Kunstmaler